# Wytyczno
Wytyczno (prononciation [vɨˈtɨt͡ʂnɔ]) est un village de la gmina d'Urszulin, du powiat de Włodawa, dans la voïvodie de Lublin, situé dans l'est de la Pologne.
Il se situe à environ 24 kilomètres au sud-ouest de Włodawa (siège du powiat) et 53 kilomètres au nord-est de Lublin (capitale de la voïvodie).

## Histoire
Durant la Seconde Guerre mondiale, le village a été le site de la Bataille de Wytyczno entre les forces polonaises et soviétiques en octobre 1939.

## Administration
De 1975 à 1998, le village est attaché administrativement à l'ancienne voïvodie de Chełm.

Depuis 1999, il fait partie de la nouvelle voïvodie de Lublin.